# Edcast
Edcast (voorheen Oddcast) is een audio-encoder die kan worden gebruikt om internet-streams van verschillende typen te creëren. Momenteel worden MP3, Ogg Vorbis, Ogg FLAC, evenals AAC+ ondersteund. Deze toepassing kan ook worden gebruikt om te streamen naar Icecast2- en SHOUTcast-servers.
Edcast is een vrije en opensource-encoder voor Windows- als Linux-platformen. Hij zal ook draaien in combinatie met diverse mediaspelers zoals Winamp en Foobar2000 evenals een standalone encoder.
Veel onafhankelijke omroepen (en zelfs commerciële) gebruiken Edcast om internetradiozenders te creëren zoals die gevonden op Icecast, Loudcaster en SHOUTcast-station-directory's.

## Einde van Edcast en Edcast-reborn
In januari 2011 werd er een sluitingsbericht op de site van edcast geplaatst. De ontwikkeling werd vervolgens overgenomen door Club RIO, die in 2012 de ontwikkeling verhuisde naar Google Code.
De laatste stabiele versie is 3.33.2011.1026 en de laatste bètaversie is 3.37.2011.1214.